# Epilobium gracilipes
Epilobium gracilipes là một loài thực vật có hoa trong họ Anh thảo chiều. Loài này được Kirk mô tả khoa học đầu tiên năm 1894 publ. 1895.